# Dean-Verfahren
Das Dean-Verfahren (auch: Divisorverfahren mit harmonischer Rundung) ist eine Methode der proportionalen Repräsentation (Sitzzuteilungsverfahren), wie sie z. B. bei bevölkerungsproportionaler Sitzaufteilung auf regionale Distrikte oder bei stimmenproportionaler Sitzzuteilung an zur Wahl stehende Parteien (siehe Verhältniswahl) benötigt wird.

## Geschichte
Der US-amerikanische Mathematiker und Astronom James Dean entwickelte 1832 das heutzutage nach ihm benannte Verfahren, um die Sitze des US-Repräsentantenhauses bevölkerungsproportional auf die Unionsstaaten zu verteilen. In der Praxis kam und kommt das Verfahren nirgendwo zur Anwendung, bleibt aber von theoretischem und historischem Interesse. Die Sichtweise, dass das Dean-Verfahren der US-Verfassung besser genüge als das gesetzlich normierte Hill/Huntington-Verfahren, hatte vor den Gerichten keinen Erfolg.

## Verfahrensbeschreibung
Das Dean-Verfahren ähnelt dem Hill/Huntington-Verfahren. Die Unterschiede der Verfahren werden augenfällig, wenn man etwa als Beispiel die Zuteilung der 435 Sitze des US-Repräsentantenhauses an die 50 Unionsstaaten betrachtet, wie sie auf der Grundlage der Volkszählung 2020 vollzogen wurde. Das Hill/Huntington-Verfahren, das dafür gesetzlich normiert ist, wird beschrieben durch den Satz: Auf je 762.996 Personen entfällt rund ein Sitz.
Das Dean-Verfahren würde einer ähnlichen Anweisung folgen: Auf je 766.000 Personen entfällt rund ein Sitz. Der Hauptunterschied der Formulierungen ist in dem Zusatz rund verborgen, denn dieser muss verfahrensabhängig ausgelegt werden. Beim Hill/Huntington-Verfahren verweist rund auf die Rundungsregel mit geometrischer Rundung, beim Dean-Verfahren auf die Rundungsregel mit harmonischer Rundung. Da die beiden Rundungsregeln verschieden sind, gehen sie mit unterschiedlichen Wahlschlüsseln einher (762,996 bzw. 766.000). Allgemein ist der Wahlschlüssel so zu bestimmen, dass die Summe der gerundeten Quotienten aus Bevölkerungszahl und Wahlschlüssel die Gesamtzahl der verfügbaren Sitze genau ausschöpft.
Fällt ein Quotient aus Bevölkerungszahl und Wahlschlüssel zwischen die Ganzzahlen {\displaystyle n-1} und {\displaystyle n}, benutzt das Dean-Verfahren als Rundungsschwelle das harmonische Mittel der beiden Eckpunkte, die den Quotienten einrahmen:
{\displaystyle {\text{Rundungsschwelle im Intervall }}[n-1;n]=(n-1)+{\frac {n-1}{2n-1}}}
Unterhalb der Rundungsschwelle wird abgerundet auf {\displaystyle n-1}, oberhalb wird aufgerundet auf {\displaystyle n}. Aus praktischer Sicht ist zu prüfen, ob der Nachkommarest des Quotienten kleiner (Abrundung) oder größer (Aufrundung) ist als der Nachkommarest {\displaystyle (n-1)/(2n-1)} der Rundungsschwelle.
Da das erste Intervall [0; 1] die Rundungsschwelle Null hat, werden dort alle Quotienten zu Eins aufgerundet. Jeder Staat bekommt mindestens einen Sitz; damit wird einer Vorgabe der Verfassung Genüge getan. Das zweite Intervall [1; 2] besitzt Rundungsschwelle 1 + 1/3 (= 1,333). Im dritten Intervall [2; 3] beträgt der Schwellenwert 2 + 2/5 (= 2,4).
Bei den nachfolgenden Intervallen schiebt sich die Schwelle in das Innere hinein, und zwar um mehr als 0,4 und um weniger als 0,5. Diese Beobachtung vereinfacht die Rundungsentscheidung, wenn ein Quotient größer als Drei ist. Ist nämlich sein Nachkommarest kleiner als 0,4, so wird garantiert abgerundet. Ist er größer als 0,5, wird immer aufgerundet. Kritisch sind nur Nachkommareste im Bereich zwischen 0,4 und 0,5. Hier müssen Quotient und Rundungsschwelle mit so vielen Dezimalstellen bestimmt werden, bis klar entschieden werden kann, ob Abrundung ansteht oder Aufrundung.

## Verfahrenseigenschaften
In obigem Eingangsbeispiel wären die Zuteilungen nach Dean und nach Hill/Huntington identisch bis auf den Transfer eines einzigen Sitzes. Minnesota bekäme einen Sitz weniger (Dean: 7, Hill/Huntington: 8), Idaho erhielte einen Sitz mehr (Dean: 3, Hill/Huntington: 2). Die Transferrichtung von einem bevölkerungsstärkeren Unionsstaat zu einem bevölkerungschwächeren ist typisch. Allgemein gilt, dass das Dean-Verfahren vom Hill/Huntington-Verfahren majorisiert wird.
Das Dean-Verfahren ist dadurch charakterisiert, dass es eine Optimalitäteigenschaft hinsichtlich der Vertretungsgewichte der Sitze besitzt. Das „Vertretungsgewicht der Sitze eines Staates“ ist gegeben durch den Quotient der Bevölkerungszahl des Staates und seiner Sitzzahl, d. h. es ist die durchschnittliche Zahl von Bürgerinnen und Bürger des Staates, die von einem dortigen Abgeordneten vertreten werden.
Die Sitzzuteilungen, die zum Dean-Verfahren gehören, erweisen sich hinsichtlich der Vertretungsgewichte als „stabil“ bezüglich paarweiser Vergleiche zwischen je zwei Staaten. Stabilität bedeutet, dass beim Vergleich von je zwei Staaten der Unterschied zwischen dem Vertretungsgewicht der Sitze des einen Staates und dem Vertretungsgewicht der Sitze des anderen Staates nicht dadurch kleiner gemacht werden kann, dass ein Sitz von dem einen Staat zum anderen transferiert wird. Mit anderen Worten sind für eine Sitzzuteilung nach Dean die Vertretungsgewichte der Sitze für alle beteiligten Staaten so gleich wie möglich in dem Sinn, dass jeglicher Sitztransfer mehr Ungleichheit nach sich ziehen würde als die Dean-Zuteilung mit sich bringt. Die Untersuchung dieser Unterschiede war der Gesichtspunkt, durch den James Dean zur Herleitung seines Verfahrens motiviert wurde.